# Århultsbäckens naturreservat
Århultsbäckens naturreservat är ett naturreservat i Ängelholms kommun i Skåne län.
Området är naturskyddat sedan 2022 och är 54 hektar stort. Reservatet ligger på Hallandsåsen och består av en bäckravin med vatten och omgivande skog som mest består av ädellövskog.